# New Orleans Bowl 2024
Match précédent Match suivant
Le New Orleans Bowl 2024 est un match de football américain de niveau universitaire joué après la saison régulière de 2024, le 19 décembre 2024 au Caesars Superdome situé à La Nouvelle-Orléans dans l'État de Louisiane aux États-Unis. 
Il s'agit de la 24e édition du New Orleans Bowl.
Le match met en présence l'équipe des Eagles de Georgia Southern issue de la Sun Belt Conference et l'équipe des Bearkats de Sam Houston issue de la Conference USA.
Il débute vers 18 heures locales (01 heure le 20 décembre en France) et est retransmis à la télévision par ESPN2.
Sponsorisé par la société R+L Carriers (en), le match est officiellement dénommé le 2024 R+L Carriers New Orleans Bowl.
Sam Houston remporte le match sur le score de 31 à 26, leur premier bowl FBS de leur histoire. 

## Présentation du match
Il s'agit de la 1re rencontre entre les deux équipes.
| Équipes | Logos | Couleurs | Conférences | Entraîneurs                   | Stats. saison rég. | Classements avant le bowl | Classements avant le bowl | Classements avant le bowl |
| --- | ----- | -------- | ----------- | ----------------------------- | ------------------ | ------------------------- | ------------------------- | ------------------------- |
| Équipes | Logos | Couleurs | Conférences | Entraîneurs                   | Stats. saison rég. | CFP                       | AP                        | Coaches                   |
| Eagles de Georgia Southern                                                                                  |       |          | Sun Belt    | Clay Helton (en) (3e saison)  | 8 - 4              | NC                        | NC                        | NC                        |
| Bearkats de Sam Houston                                                                                     |       |          | CUSA        | Brad Cornelsen (en) (intérim) | 9 - 3              | NC                        | NC                        | NC                        |
| - Arbitre : David Siegle (MAC) - Équipe donnée favorite par les bookmakers : Georgia Southern par 3½ points |       |          |             |                               |                    |                           |                           |                           |

### Eagles de Georgia Southern
Avec un bilan global en saison régulière de 8 victoires et 4 défaites (6-2 en matchs de conférence), Georgia Southern est éligible et accepte l'invitation pour participer au New Orleans Bowl 2024.
Ils terminent la saison régulière classés 2e de la East Division de la Sun Belt Conference derrière Marshall. Les quatre défaites de leur saison ont été actées contre Boise State, Ole Miss, Old Dominion et Troy, Ole Miss étant la seule équipe classée dans le Top 25 de l'AP qu'ils aient rencontrée.
À l'issue de la saison 2024 (bowl non compris), ils n'apparaissent pas dans les classements CFP, AP et Coaches.
Il s'agit de leur 2e participation au New Orleans Bowl  et le 7e bowl de leur histoire (avec un bilan de 3-3).
| Saisons | Dates            | Vainqueurs       | Scores | Finalistes     | Bilan     |
| ------- | ---------------- | ---------------- | ------ | -------------- | --------- |
| 2020    | 23 décembre 2020 | Georgia Southern | 38 - 3 | Louisiana Tech | V : 1 - 0 |

### Bearkats de Sam Houston
Avec un bilan global en saison régulière de 9 victoires et 3 défaites (6-2 en matchs de conférence), Sam Houston est éligible et accepte l'invitation pour participer au New Orleans Bowl 2024.
Ils terminent la saison régulière classés 3e de la Conference USA derrière Jacksonville State et Western Kentucky. Ils ont perdu contre ces deux équipes et UCF sans avoir rencontré d'adversaire classés dans le Top 25. Brad Cornelsen a été désigné l'entraîneur principal intérimaire après que K. C. Keeler ait choisi de partir entraîner Temple au début de mois de décembre.
À l'issue de la saison 2024 (bowl non compris), ils n'apparaissent pas dans les classements CFP, AP et Coaches.
Il s'agit de leur première participation au New Orleans Bowl et le 1er bowl FBS de leur histoire.